# Río Jordán (Valle del Cauca)
El río Jordán es un río del departamento de Valle del Cauca, Colombia. Se encuentra ubicado en la región andina y nace en la Cordillera Occidental en el parque nacional Farallones de Cali a 3900 m s.n.m. Tiene un trayecto de 11.7 km y desemboca en el río Jamundí a una altitud de 1024 m s.n.m.